# 42P/Neujmin
42P/Neujmin 3, komet Jupiterove obitelji. 